# Godič
Godič – wieś w Słowenii, w gminie Kamnik. W 2018 roku liczyła 665 mieszkańców.